# Phi vụ đen
Phi vụ đen là một bộ phim hành động năm 2022 do Mark Williams đạo diễn và đồng biên kịch. Phim có sự tham gia của Liam Neeson trong vai một người sửa lỗi FBI đang ấp ủ tham gia vào một âm mưu của chính phủ; Emmy Raver-Lampman, Taylor John Smith và Aidan Quinn cũng đóng vai chính.
Blacklight được phát hành tại Mỹ vào ngày 11 tháng 2 năm 2022 bởi Briarcliff Entertainment. Bộ phim là một quả bom xịt phòng vé, thu về 16 triệu đô so với kinh phí 43 triệu đô, và bị các nhà phê bình chỉ trích gay gắt, nhiều người gọi nó là một trong những bộ phim tệ nhất trong sự nghiệp của Neeson.

## Tóm tắt
Nhà hoạt động chính trị Sofia Flores phát biểu tại một cuộc biểu tình ở Washington, D.C. về bình đẳng giới và phụ nữ. Tối hôm đó, cô bị giết trong một vụ chạy trốn được lên kế hoạch có chủ ý bên ngoài nhà của cô ấy.
Travis Block, một cựu chiến binh trong Chiến tranh Việt Nam, làm việc ngoài sổ sách cho Giám đốc FBI Gabriel Robinson với tư cách là người sửa lỗi. Sau khi hoàn thành một nhiệm vụ, anh nói với Robinson rằng anh muốn nghỉ hưu và dành nhiều thời gian hơn cho con gái và cháu gái của mình, nhưng Robinson không muốn để anh đi. Thay vào đó, anh được giao một nhiệm vụ mới là đưa Đặc vụ FBI bí mật Dusty Crane vào.
Tuy nhiên, Crane trở nên lừa đảo và liên lạc với một nhà báo, Mira Jones, tuyên bố có thông tin về cái chết của Flores. Nhiều lần trốn thoát khỏi Block và FBI, Crane hẹn gặp Jones tại một viện bảo tàng. Block theo Jones đến cuộc họp nhưng Crane lại trốn thoát. Crane nói với Block rằng Robinson đã ra lệnh giết Flores trước khi anh ta bị hai Đặc vụ FBI bắn chết.
Block và Jones gặp lại nhau và cô nói với anh rằng Crane tuyên bố có thông tin về Chiến dịch Thống nhất, một chương trình tuyệt mật của FBI do Robinson điều hành nhằm giết hại thường dân vô tội, bao gồm cả Flores. Block chất vấn Robinson về Chiến dịch Thống nhất, nhưng Robinson gạt bỏ câu hỏi của anh và cảnh báo Block không được can thiệp.
Biên tập viên của Jones, Drew, viết một câu chuyện về cái chết bí ẩn của Crane bằng nguồn tin của cô ấy. Tối hôm đó, anh bị theo về nhà và bị giết sau một vụ tai nạn xe hơi bởi chính hai Đặc vụ FBI đã giết Crane và Flores. Trong khi đó, gia đình Block mất tích.
Jones thuyết phục một Block đang đau khổ giúp cô khám phá bí ẩn của Chiến dịch Thống nhất. Anh nói với cô ấy rằng Robinson có một chiếc két sắt trong nhà chứa những bí mật của chính phủ. Anh đối mặt với Robinson tại nhà của mình và buộc hắn ta phải mở chiếc két sắt, trong đó có một ổ cứng chứa thông tin về Chiến dịch Thống nhất. Robinson trốn thoát với sự giúp đỡ của một số Đặc vụ FBI, những người tham gia đấu súng với Block. Block bắn hạ các đặc vụ và lấy lại ổ cứng.
Block và Jones xem lại ổ cứng và phát hiện ra rằng Crane đã yêu mục tiêu của mình, Flores. Robinson đã giết cô sau khi Crane quá gắn bó với cô ấy. Block chất vấn Robinson về sự thật của Chiến dịch Thống nhất, và buộc hắn ta phải đầu thú với chính quyền. Robinson bị bắt vì tội ác của mình, Jones hoàn thành câu chuyện của cô ấy về sự che đậy của chính phủ, Block nghỉ hưu và đoàn tụ với gia đình, những người từng được đưa vào Chương trình Bảo vệ Nhân chứng nhưng hiện đã được đưa trở về nhà.

## Diễn viên
- Liam Neeson ...	Travis Block[5][6]
- Emmy Raver-Lampman ...	Mira Jones
- Taylor John Smith[7] ...	Dusty Crane
- Aidan Quinn[7] ...	Gabriel Robinson
- Claire van der Boom ...	Amanda Block
- Yael Stone ...	Helen Davidson
- Tim Draxl ...	Drew Hawthorne
- Georgia Flood ...	Pearl
- Melanie Jarnson ...	Sofia Flores
- Andrew Shaw ...	Jordan Lockhart
- Zac Lemons ...	Wallace
- Gabriella Sengos ...	Natalie Block
- Caroline Brazier	...	Sarah

## Sản xuất
Quá trình quay phim chính bắt đầu vào tháng 11 năm 2020 tại Melbourne, Úc. Vào tháng 1 năm 2021, có thông báo rằng một cảnh rượt đuổi bằng ô tô sẽ được quay ở Canberra.
Mark Isham đã soạn nhạc cho phim. Một bản nhạc phim đã được phát hành.

## Phát hành
Blacklight được phát hành tại Mỹ bởi Open Road Films và Briarcliff Entertainment vào ngày 11 tháng 2 năm 2022. Bộ phim được phát hành dưới dạng video theo yêu cầu vào ngày 3 tháng 3, trong khi bộ phim được phát hành trên Blu-ray và DVD vào ngày 3 tháng 5 bởi Universal Pictures Home Entertainment.

## Đánh giá

### Phòng vé
Tại Mỹ và Canada, Blacklight được phát hành cùng với Án mạng trên sông Nile và Cưới em đi, và được dự đoán sẽ thu về 1–5 triệu đô từ 2.772 rạp trong tuần đầu công chiếu. Bộ phim tiếp tục ra mắt với 3,5 triệu đô, đứng thứ năm tại phòng vé. Nhìn chung, khán giả trong thời gian ra mắt là 64% nam giới, 83% trên 25 tuổi, 58% trên 35 tuổi và 35% trên 45 tuổi. Sự phân chia sắc tộc của khán giả cho thấy 53% là người da trắng, 14% người Mỹ gốc Tây Ban Nha và La tinh, 15% người Mỹ gốc Phi và 18% người châu Á hoặc khác. Bộ phim đứng thứ mười tại phòng vé trong tuần thứ hai công chiếu với 1,7 triệu đô. Phim rớt khỏi top 10 phòng vé trong tuần thứ ba công chiếu với 878,687 đô.

### Phản ứng quan trọng
Trên trang web tổng hợp phê bình Rotten Tomatoes, 10% trong số 102 bài phê bình của các nhà phê bình là tích cực, với điểm trung bình là 3,8/10. Sự đồng thuận của trang web là "Tắt nó đi." Metacritic, sử dụng thang điểm trung bình, đã cho bộ phim số điểm 27 trên 100, dựa trên 22 nhà phê bình, cho thấy "các bài đánh giá nhìn chung không thuận lợi". Khán giả được thăm dò bởi PostTrak đã cho bộ phim số điểm tích cực là 58%, với 39% nói rằng họ chắc chắn sẽ giới thiệu bộ phim.